# Hanibaliano
Flávio Hanibaliano (em latim: Flavius Hannibalianus; morte 337, Constantinopla) foi um nobre romano do século IV, membro da dinastia constantiniana. Era sobrinho do imperador Constantino (r. 306–337), sob quem serviu como oficial militar. Em 335, casar-se-ia com Constantina, filha mais velha de Constantino.

## Vida

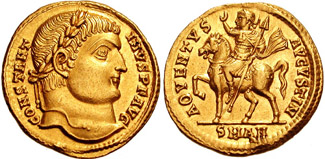
Soldo de Constantino r.

Hanibaliano era o filho de Dalmácio e sobrinho de Hanibaliano, Júlio Constâncio e Constantino. Ele e seu irmão Dalmácio foram educados em Tolosa, onde sua família vivia, pelo reitor Exupério. Na década de 320, Constantino chamou Flávio Dalmácio e seus filhos a Constantinopla. Hanibaliano casou-se com a filha mais velha de Constantino, Constantina, em 335 e foi feito nobilíssimo com seu irmão e seu tio Júlio Constâncio.
Nesse mesmo ano, Hanibaliano foi nomeado Rex Regum et Ponticarum Gentium (rei dos reis e do povo pôntico). Esse título foi interpretado por alguns estudiosos como um indício do interesse do imperador em colocar um membro de sua família no trono do Reino da Armênia, talvez uma contra-medida às tentativas de Sapor II (r. 309–379) de instalar um príncipe persa. No entanto, tal medida seria inaceitável aos persas e armênios. Ao que parece, ele não foi instalado como rei e nem entrou na Armênia e segundo a Crônica Pascoal ele estabeleceu sua base em Cesareia Mázaca, na Capadócia.
Sexto Aurélio Vítor, ao utilizar a frase Armeniam nationesque circumsocias habuit, parece indicar que Constantino pretendia colocá-lo como guardião de todos os reinos e principados da Anatólia Oriental que estavam ligados ao império por tratado e religião (os grandes reinos do Cáucaso haviam se convertido ao cristianismo na década de 330) em face das tentativas renovadas dos persas de controlá-las. Apesar disso, também é possível que Constantino estivesse realmente planejando conduzir a conquista da Pérsia, sobre a qual colocaria Hanibaliano como rei títere. Essa campanha não ocorreu devido a morte do imperador em maio de 337 e Hanibaliano e seu irmão foram mortos no expurgo da família real que se seguiu em Constantinopla.